# Olga Brand
Olga Brand (Buenos Aires, 14 augustus 1905 - Solothurn, 14 juli 1973) was een Zwitserse onderwijzeres en schrijfster.

## Biografie

### Afkomst en opleiding
Olga Brand was een dochter van Robert Brand en Hermine Zingrich. Ze bracht haar jeugd door in Argentinië en liep vervolgens school aan de meisjesnormaalschool van Menzingen. Ze studeerde Romaanse en Germaanse talen en geschiedenis in Besançon, Zürich en Münster en behaalde in 1932 een doctoraat met een proefschrift over Hugo von Hofmannsthal.

### Carrière
Brand was vervolgens aan de slag als lerares Duits op de school voor kleuterleidsters in Solothurn. Ze gaf meerdere dichtbundels uit, zoals Im Winde uit 1945, en publiceerde diverse literaire en kritische artikelen in diverse Zwitserse kranten. Haar meest belangrijke werk was Stilles Wirken uit 1949, dat een reeks portretten bevatte van Zwitserse schrijfsters uit de eerste helft van de 20e eeuw.

## Werken
- (de)  Im Winde, 1945.
- (de)  Stilles Wirken, 1949.

- Gemeinsame Normdatei: 104936665
- Historisch woordenboek van Zwitserland: 032283
- International Standard Name Identifier: 0000 0003 8537 1638
- Nederlandse Thesaurus van Auteursnamen: 100741215
- Virtual International Authority File: 190085106
- WorldCat: E39PBJxWPBw8wxKvj9jKMVMHG3